# Matthias Carras

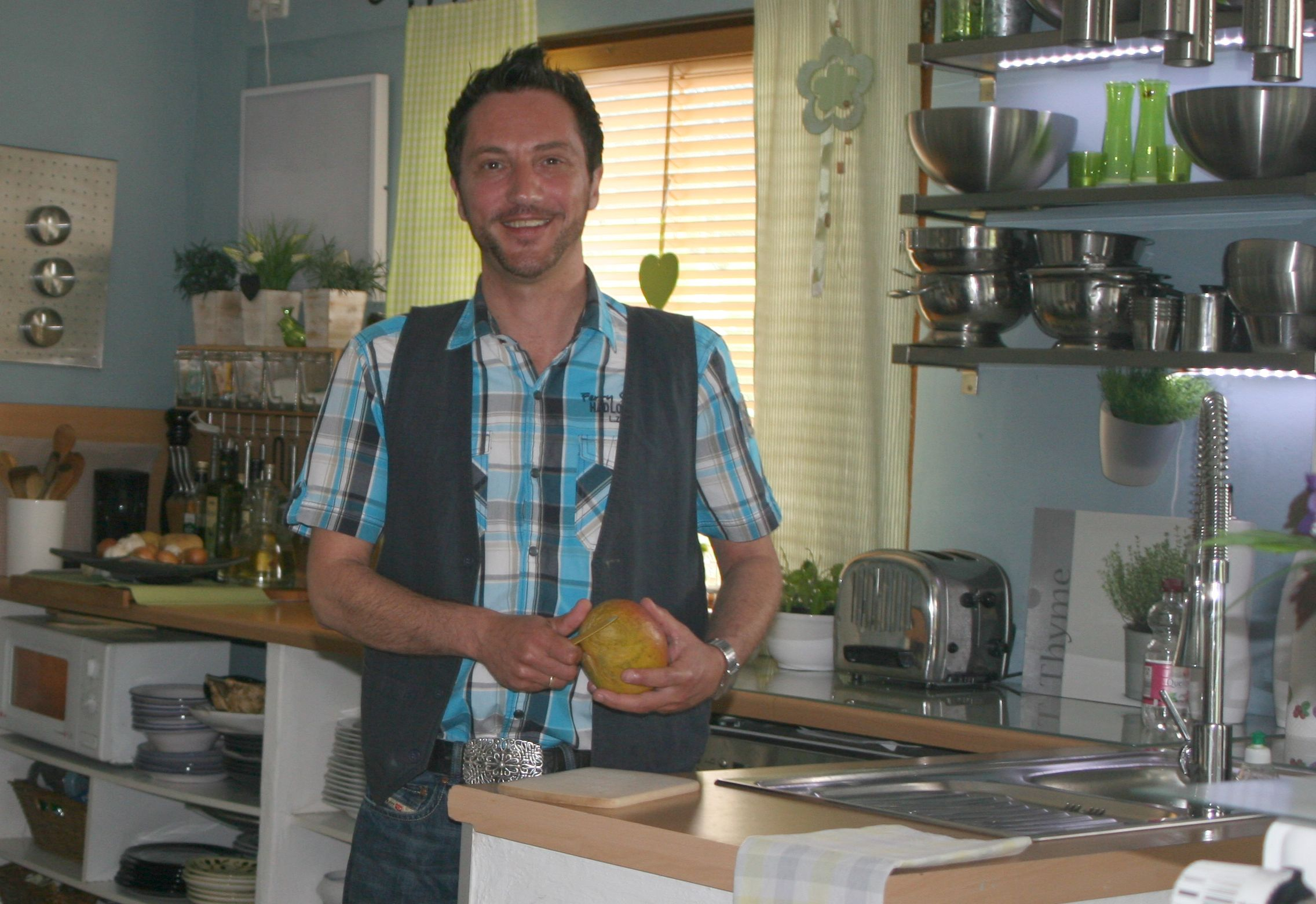
Matthias Carras, 2012

Matthias Carras (bürgerlich Matthias Thomas Blöcher; geboren am 21. Dezember 1964 in Wehrda; gestorben am 14. Januar 2023) war ein deutscher Pop- und Schlagersänger, DJ und Fernsehmoderator.

## Leben und Tätigkeit
Nach einer Berufsausbildung zum Einzelhandelskaufmann arbeitete Matthias Blöcher als Führungskraft in einem Modehaus in Biedenkopf. Nebenbei jobbte er als DJ in Diskotheken. 1990 erfolgte eine erste Einladung zu Studioaufnahmen, woraufhin 1991 eine erste Single unter dem Künstlernamen Matthias Carras veröffentlicht wurde und erste TV-Auftritte erfolgten.
Im Jahr 1998 war Carras mit den Singles Ich krieg nie genug von dir und Ich bin dein Co-Pilot so erfolgreich, etwa aufgrund seiner Förderung durch Uwe Hübner in der ZDF-Hitparade, dass er eine Karriere als Musiker antrat und den kaufmännischen Beruf aufgab. Er sang im Jahr 2000 das Debütalbum Bitte anschnallen ein, weitere Produktionen folgten. So nahm er u. a. im Jahr 2004 in der Formation als Carras & Friends, gemeinsam mit seinen Gesangskollegen Frank Cordes (* 13. September 1967 als Frank Lüttmann), Daniel Beck und Lukka (bürgerlich Michael Keller, auch bekannt als Mitch Keller oder Mitch Kelly) den Song Du bist für mich da auf. Er arbeitete unter anderem mit den Produzenten Ronny Jentzsch und Hermann Niesig zusammen. Von 2002 bis 2004 war Carras auch Fernsehmoderator für eine Schlager-Quizshow bei 9Live, später bei Super RTL.
2015 beendete Carras seine Musikerkarriere aufgrund einer chronischen Depression, gab aber auch weitere Gründe für seinen Entschluss an, insbesondere den Wandel im Musikgeschäft. Er wurde danach Friseur und betrieb einige Jahre lang einen Barbiersalon in seiner Heimatstadt Biedenkopf.
Im April 2021 kündigte Carras sein Comeback mit seinem zugleich letzten Album Endlich Frei an.
Carras war verheiratet und hatte drei Kinder. Im Oktober 2020 wurde eine Krebserkrankung diagnostiziert, an deren Folgen er am 14. Januar 2023 im engsten Familienkreis starb.

## Diskografie

### Alben
- Bitte anschnallen (2000)
- Verliebt (2002)
- Zärtlicher Rebell (2004)
- Meine Besten (2005)
- …auch nur ein Mann (2007)
- Kein Typ wie früher (2009)
- Ansonsten geht’s mir gut (2011)
- Carrasmatisch (2013)
- Endlich frei (2022)

### Singles
- Mehr von dir (1991)
- Gib mir die Hitze der Nacht (1992)
- Mitten in der Nacht (1997)
- Voll erwischt (1998)
- Ich krieg’ nie genug von dir (1999)
- Ich bin dein Co-Pilot (1999)
- Ich surf auf Wolke 7 (2000)
- Du bist so süß, wenn du sauer bist (2000)
- S.O.S. Lara I’m in Love (2001)
- Ich lieg in der Sonne (2003)
- Ich will heute Nacht nicht alleine schlafen (2003)
- Wir sind endlich mal wieder alleine (2004)
- Du bist für mich da (2004) (als Carras & Friends)[8]
- Heut’ Nacht (2009)
- Diva (2009)
- Du hast mich überzeugt (2021)[5]
- Diesen einen Moment im Duett mit der Schlagersängerin Sandra Diano (2023)

### Compilations
- Meine Besten (2005; Best-of-Album)
- Megastark – Die Maxis (2010; Remix-Album)